# Estádio de Bishan
O Bishan Stadium (Estádio de Bishan) é um estádio multiusos em Bishan, Singapura. A infraestrutura tem uma capacidade para 10 mil pessoas (4000 lugares permanentes e 6000 lugares temporários acrescentados para os Jogos Olímpicos de Verão da Juventude de 2010). O estádio foi construído em 1998 e é gerido pelo Conselho dos Desportos de Singapura. O público pode usar a infraestrutura entre as 4h30 e as 20h30 diariamente, a menos que seja reservada para um evento desportivo. Um pavilhão de desportos indoor com infraestruturas para badminton, ténis de mesa e ginástica está localizado perto do estádio.
O Estádio de Bishan está a servir de estádio principal para os Jogos Olímpicos de Verão da Juventude de 2010.

## Uso nos Jogos Olímpicos de Verão da Juventude de 2010

### Localização
Situado na parte central de Singapura, o Estádio de Bishan faz parte do Centro de Desportos e Recreio de Singapura, que inclui o Pavilhão dos Desportos de Bishan e o Complexo de Natação de Bishan.

### História
Desde a sua abertura, em 1999, o Estádio de Bishan tem sido o terreno do United Football Club, um clube de futebol profissional em Singapura. Entre 2004 e 2006 o estádio foi usado para os encontros caseiros da equipa no torneio da Taça das Confederações Asiáticas de Futebol.
Em Setembro de 2006 o estádio foi uma das duas infraestruturas usadas no campeonato das Confederações Asiáticas Sub-17 de Futebol, acolhido por Singapura. A Austrália também usou o Estádio de Bishan como base de treinos em duas semanas de Junho de 2007, antes de deixar a Taça Asiática.
O estádio foi uma das infraestruturas para os 35ºs Campeonatos de Atletismo Júnior de Singapura em 2009, realizado em Maio desse ano.